# Повешенный (карта Таро)

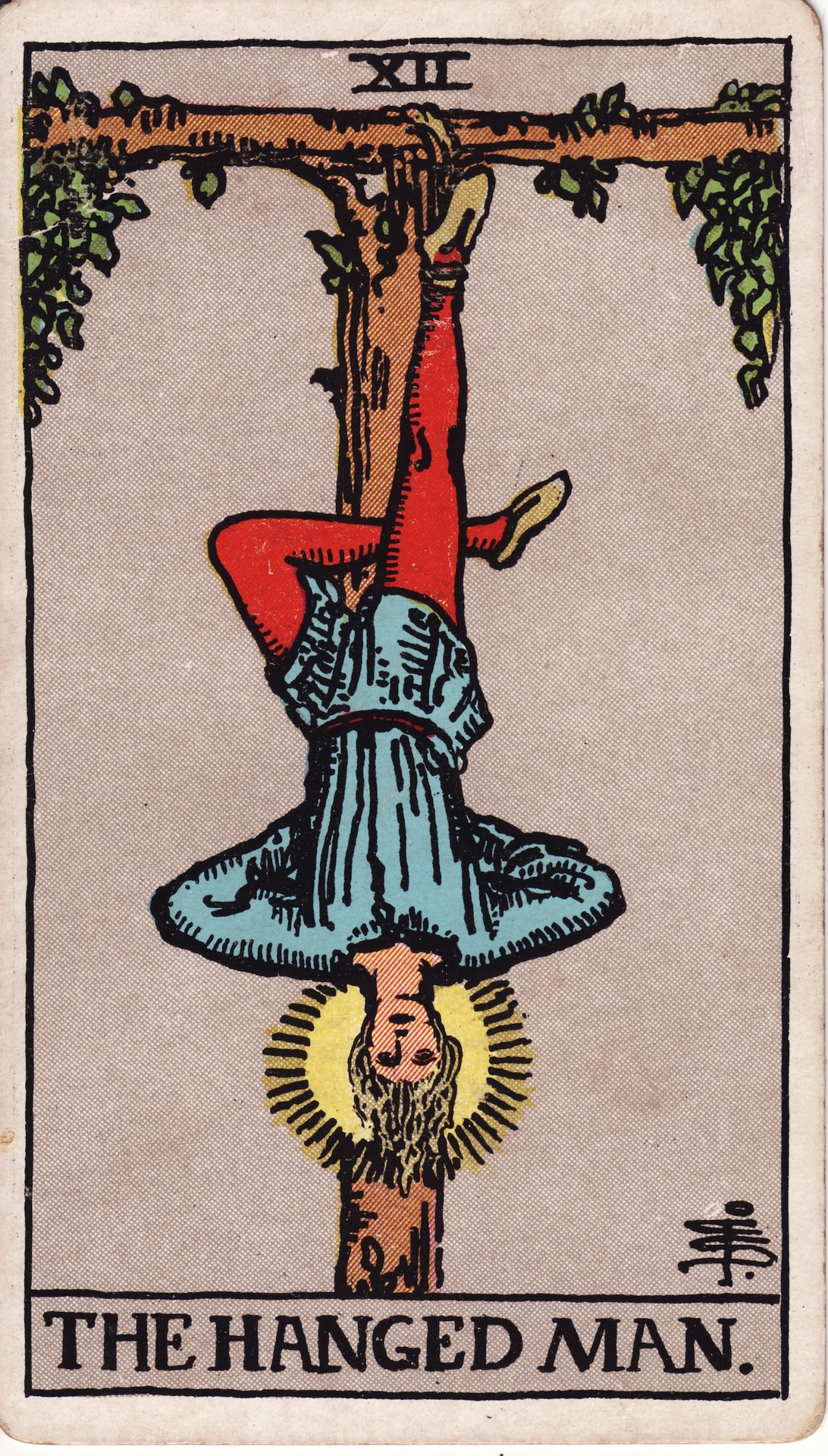
Таро Райдера — Уэйта

 Повешенный — карта № 12 старших арканов колоды Таро.

## Сюжет карты
На карте изображён мужчина на виселице, подвешенный вверх ногами за одну ногу. Вторая нога согнута в колене, руки связаны за спиной. Изображения на классических колодах схожи: человек висит на «П»-образной виселице. Исключением является карта таро Райдера-Уэйта, имеющая элементы христианской символики: на ней виселица в виде тау-креста и человек имеет нимб.

## Основные значения карты таро Повешенный
Ситуация или прогноз: ситуация не простая, неоднозначная. Вам придётся пойти на уступки или жертвы. Возможно, вы сами попадёте в неприятную ситуацию, где от вас будет мало что зависеть. Если выпала карта повешенный, зачастую нужно уточнение в виде дополнительной карты или близко лежащей в раскладе карты. Означает пророка.

## В Поп-культуре
Карта Повешенный отражает характерные черты персонажа видеоигры Silent Hill 3 — Дугласа Картланда. Согласно разработчикам, карта символизирует преданность, стойкость и самопожертвование. Эта карта выражает ироничную судьбу Дугласа, который вмешивается в дела Хизер, но в конце концов не способен ей ничем помочь.